# Peter Berghaus

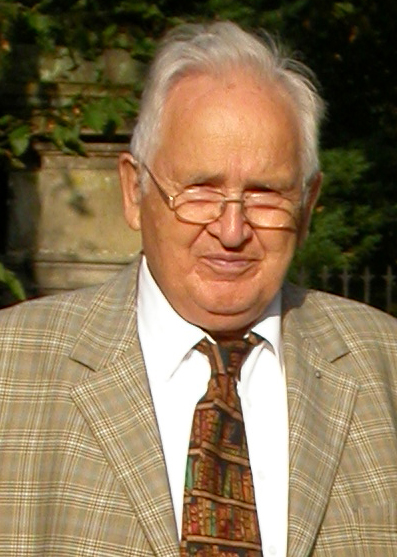
Peter Berghaus (2004)

Peter L. Berghaus (* 20. November 1919 in Hamburg; † 16. November 2012 in Münster) war ein deutscher Numismatiker. Er war Begründer einer numismatischen Schule in Nachfolge der sogenannten Hamburger Schule.

## Leben
Nach Schulzeit am Johanneum (Hamburg) und Teilnahme als Soldat im Zweiten Weltkrieg studierte er Geschichte, Volkskunde und Kunstgeschichte in Hamburg. Er wurde promoviert mit einer von Walter Hävernick (1905–1983) betreuten Arbeit über mittelalterliche Währungsgrenzen im Oberwesergebiet, der ersten Dissertation der Hamburger Schule der Numismatik. Seit 1950 war er am Westfälischen Landesmuseum für Kunst und Kulturgeschichte in Münster als Numismatiker tätig. Hier baute er die Abteilung Landesgeschichte auf. Er war Lehrbeauftragter, seit 1961 Honorarprofessor für Numismatik an der Universität Münster. Von 1977 bis zu seiner Pensionierung 1984 war Berghaus Direktor des Westfälischen Landesmuseums.
1954 wurde Berghaus zum ordentlichen Mitglied der Historischen Kommission für Westfalen gewählt, 2006 wurde die Mitgliedschaft in eine korrespondierende umgewandelt. 1967 initiierte er mit Georg Wimmelmann und Otto Marzinek die „Gesellschaft der deutschen Medaillenfreunde“. Von 1973 bis 1986 gehörte Berghaus dem Vorstand der Internationalen Numismatischen Kommission an, zuletzt als Vizepräsident. Herausragend ist seine Beteiligung an der Aufnahme deutscher Münzen in den wikingerzeitlichen Funden Schwedens seit den fünfziger Jahren (zusammen mit Vera Hatz und Gert Hatz).
Seit dem Sommer 1962, also über 50 Jahre, gehörte er als Gründungsmitglied dem Rotary Club Münster-St. Mauritz an. Von da aus betrieb er seit etwa 1970 karitative Projekte, die Menschen in Indien zugutekamen.
Die Wertschätzung seiner Kollegen und Schüler dokumentieren unter anderem drei Berghaus gewidmete Festschriften (zum 50., 60. und 70. Geburtstag 1969, 1979 und 1989).

## Forschungsschwerpunkte
Berghaus war Autor zahlreicher Beiträge zur mittelalterlichen Numismatik mit Schwerpunkten auf der Wikingerzeit, Westfalen und in älteren Jahren zur Forschungsgeschichte der Numismatik. Berghaus führte die stempelvergleichende Methode in die mittelalterliche Numismatik ein. Für seine Forschungen auf dem Gebiet der Mittelalter-Numismatik wurde ihm 1974 der Ehrenpreis der Gesellschaft für Internationale Geldgeschichte, 1979 die Medaille der Royal Numismatic Society, 1984 die Archer M. Huntington Medal und 2004 der Eligiuspreis der Deutschen Numismatischen Gesellschaft verliehen.

## Schriften (Auswahl)
- Währungsgrenzen des westfälischen Oberwesergebietes im Spätmittelalter. Museum für Hamburgische Geschichte, Abt. Münzkabinett, Hamburg 1951
- Anglo-friesische Runensolidi im Lichte des Neufundes von Schweindorf (Ostfriesland). Westdeutscher Verlag, Köln u. a. 1967.
- Westfälische Münzgeschichte des Mittelalters (= Bildhefte des Westfälischen Landesmuseums für Kunst und Kulturgeschichte Münster 1, ZDB-ID 236550-9). Landesmuseum für Kunst und Kulturgeschichte, Münster 1974 (2. verbesserte und ergänzte Auflage. Münster 1985).
- Die Münzen von Dortmund (= Dortmunder Münzgeschichte 1). Stadtsparkasse, Dortmund 1978.
- Der Münzschatz von Querenburg in der Bochumer Universität (= Kleine Hefte der Münzsammlung an der Ruhr-Universität Bochum 12/13). Brockmeyer, Bochum 1990, ISBN 3-88339-821-7.
- als Herausgeber: Numismatische Literatur 1500–1864. Die Entwicklung der Methoden einer Wissenschaft (= Wolfenbütteler Forschungen 64). Harrassowitz, Wiesbaden 1995, ISBN 3-447-03729-6.
- Denar – Sterling – Goldgulden. Ausgewählte Schriften zur Numismatik. Herausgegeben und eingeleitet von Gert Hatz, Peter Ilisch und Bernd Kluge. Künker, Osnabrück 1999, ISBN 3-9801644-3-8 (darin die Bibliographie Numismatische Veröffentlichungen von Peter Berghaus. S. 465–484).